# 阿米尔·伯努利
阿米尔·伯努利（英語：Amir Pnueli，1941年4月22日—2009年11月2日），以色列计算机科学家。

## 生平
伯努利出生于英国巴勒斯坦（以色列）的那哈啦，并获得了海法以色列理工学院的数学学士学位和博士学位。来自魏茨曼科学研究所的应用数学。他的论文主题是“海洋潮汐的计算”。在斯坦福大学担任博士后研究员期间，他转到计算机科学专业。他的计算机科学着作侧重于时态逻辑和模型检查，特别是关于并发系统的公平性。
1996年因“开创性地将时序逻辑引入计算机科学和对程序和系统验证领域的杰出贡献”而获得图灵奖。電腦協會（ACM）会士。
魏茨曼科學研究學院数学博士。在斯坦福大学做博士后时转而研究计算机科学。